# Débo Club
Maillots
Le Debo Club est un club de football malien basé à Mopti.